# Афтенпостен
«Афтенпостен» (норв. «Aftenposten», «Вечірня пошта») — норвезька щоденна газета.:92

## Керівництво
Власник — медіахолдинг «Schibsted», якому також належить багато газет у Швеції і Норвегії.

## Історія
Газета була заснована М. Крістіаном Шипстедом в 1860 році. Називалася вона тоді «Christiania Adresseblad». З 1 січня 1861 року назва була змінена на «Афтенпостен». З 1885 року, у відповідь на появу у ранкової газети-конкурента «Morgenbladet» ще й окремого вечірнього видання, стала виходити в двох версіях — ранковою та вечірньою. За свою історію вечірня версія змінювала назву кілька разів, і зараз[коли?] називається просто «Aften» («Вечір»).
Традиційно газета вважалася консервативною і раніше[коли?] асоціювалася з правими.